# Bolotettix parvispinus
Bolotettix parvispinus är en insektsart som beskrevs av Hancock, J.L. 1913. Bolotettix parvispinus ingår i släktet Bolotettix och familjen torngräshoppor. Inga underarter finns listade i Catalogue of Life.